# Villamantilla
Villamantilla er en by og kommune i det centrale Spanien i Madrid-regionen. Den har et indbyggertal på 1.624 (2024) indbyggere.